# Bourbourg
Bourbourg [búrbúr] je francouzská obec v departementu Nord v regionu Hauts-de-France, na polovině cesta mezi Calais a Dunkerque. V roce 2011 zde žilo 7 032 obyvatel. Je centrem kantonu Bourbourg.

## Sousední obce
Brouckerque, Cappelle-Brouck, Craywick, Looberghe, Saint-Georges-sur-l'Aa, Saint-Folquin, Saint-Pierre-Brouck, Sainte-Marie-Kerque

## Pamětihodnosti
- Gotický kostel sv. Jana Křtitele ze 13. století s relikviářem La châsse de Notre-Dame z 15. století. Britský výtvarník Anthony Caro je autorem "Kaple světla", velké instalace v chóru.
- Městské vězení ze 17. století.

## Vývoj počtu obyvatel
Počet obyvatel 